# Třebíčské Bramborobraní

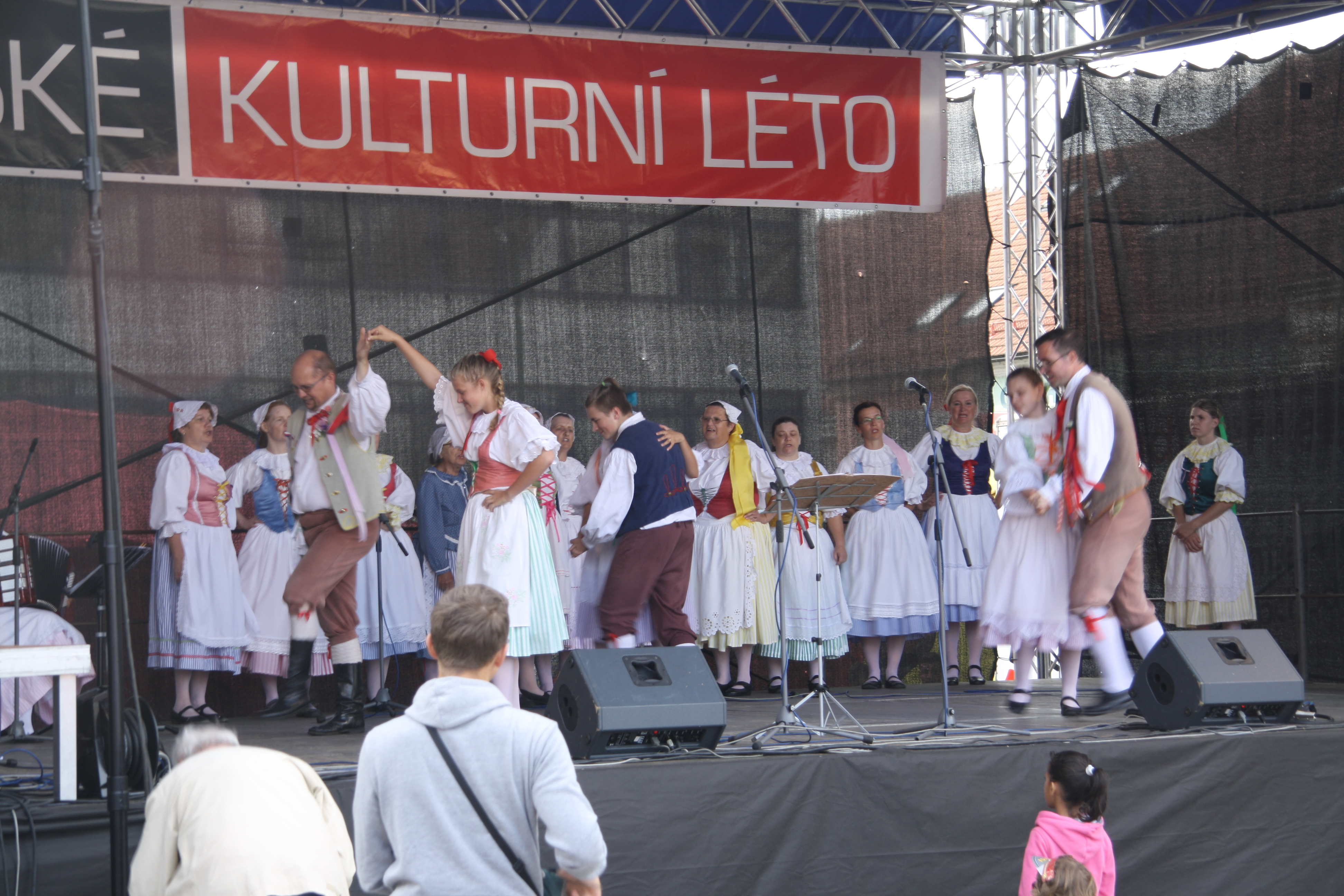
Tanečníci na podiu při třebíčském Bramborobraní v roce 2016, 17. září 2016.

Třebíčské Bramborobraní je podzimní kulturní festival konaný od roku 1998 v Třebíči. Jeho náplní je folklor, hosty jsou folklorní soubory.

## Umělci na festivalu
- Trenčan – trenčínský folklorní soubor
- Vysočan Hlinsko – hlinský folklorní soubor
- Lipta Liptál – folklorní soubor z Liptálu
- Slovácký soubor Kyjov – ženský sbor souboru z Kyjova
- Bajdyš a Bajdyšek – třebíčské folklorní soubory[3]